# Walter Heinrich Eberhardt
Walter Heinrich Eberhardt (* 20. Mai 1902 in Saalfeld; † 7. März 1980 in Ilmenau) war ein deutscher Pädagoge, Seminardirektor und Kirchenhistoriker der Freikirche der Siebenten-Tags-Adventisten in Deutschland.

## Herkunft, Studium und frühe Tätigkeiten
Walter Eberhard wurde als Sohn eines Lokomotivführers in kleinbürgerlichen Verhältnissen in Saalfeld geboren. Nach der Schulausbildung in seiner Heimatstadt ergriff den Lehrerberuf. Seine Lehrerausbildung erfolgte in der Nachfolgeeinrichtung der Allgemeinen Deutschen Bildungsanstalt in Rudolstadt, die auf Friedrich Fröbel zurückging. Die reformpädagogischen Ansätze dieser Lehrerbildungsanstalt prägten ihn deutlich. Danach war er im Schuldienst in Thüringen tätig.
Es folgte eine verkürzte Ausbildung zum Prediger am Missionsseminar Neandertal (Kreis Mettmann). Nach seinem Abschluss war er ab 1925 als Pastor der Siebenten-Tags-Adventisten in Hamburg tätig.

## Seminarleiter, Kirchenleiter, Kirchenhistoriker und Autor
Ab 1934 wurde er, als Nachfolger von Wilhelm Michael, zum Seminardirektor der heutigen Theologischen Hochschule Friedensau (heute Landkreis Jerichower Land, Sachsen-Anhalt) berufen. Er leitete die Einrichtung bis zum Beginn des 2. Weltkrieges 1939. 1947 bis 1954 war er wiederum der Leiter dieser Einrichtung, nun unter völlig geänderten politischen und gesellschaftlichen Umständen. Das Konzept der Ausbildung der Pastorinnen und Pastoren der Siebenten-Tags-Adventisten in der DDR prägte er maßgeblich.
Im Jahr 1954 wurde er in die Kirchenleitung der Siebenten-Tags-Adventisten in der DDR berufen. Hier trug er Verantwortung bis 1969, zuletzt als Vorsteher (Präsident) der heutigen Freikirche.
Er begann ab den 1960er Jahren eine, am Ende vierbändige, Kirchengeschichte zu verfassen, über die Dieter Leutert schrieb:

„Was schon die beiden ersten Bände kennzeichnet, gilt auch für diesen [III: Aufklärung und Pietismus. 1648 bis 1800]: die breite, allgemein-christliche Grundlage und das vornehme, abgewogen-zurückhaltende Urteil. Von Enge oder Polemik keine Spur“

## Schriften
- Wege und Irrwege der Christenheit von der Urgemeinde bis zur Vorreformation. Hrsg.: Gemeinschaft der Siebenten-Tags-Adventisten in der DDR. Union Verlag (VOB), Berlin [DDR] 1968[2]
- Reformation und Gegenreformation. Hrsg.: Gemeinschaft der Siebenten-Tags-Adventisten in der DDR. Union Verlag (VOB), Berlin [DDR] 1973[2]
- Aufklärung und Pietismus. Hrsg.: Gemeinschaft der Siebenten-Tags-Adventisten in der DDR. Union Verlag (VOB), Berlin [DDR] 1979[1][2]
- Christenheit zwischen den Revolutionen. Hrsg.: Gemeinschaft der Siebenten-Tags-Adventisten. Grindeldruck, Hamburg 1993 (posthum)[2]

## Ehrungen
Das historische Gärtnerhaus, heute Gebäude des „Institut für Kirchenmusik“ (An der Ihle 10) der Theologischen Hochschule Friedensau trägt den Namen „Walter-Eberhardt-Haus“.